# Matilde Rodríguez Cabo
Pour les articles homonymes, voir Rodríguez et Cabo.
Matilde Rodríguez Cabo, née le 17 juillet 1902 à San Luis Potosí et morte le 8 septembre 1967 à Mexico, est une psychiatre, une féministe et une écrivaine mexicaine.

## Biographie
Diplômée en 1929 de la faculté de médecine de l'Université nationale autonome du Mexique, elle se spécialise en psychiatrie à l'Université Humboldt de Berlin (1929-1930) et devient la première femme psychiatre du Mexique.
Membre du Parti communiste mexicain, elle se tient à l'avant-garde des droits des femmes, proposant de décriminaliser l'avortement dès 1936. En 1933, elle fonde la première école pour les personnes ayant des troubles d'apprentissage. Dans les années 1940, elle est l'une des féministes les plus actives au Mexique, avec Esther Chapa et María Lavalle Urbina.